# Ober-Abchasien

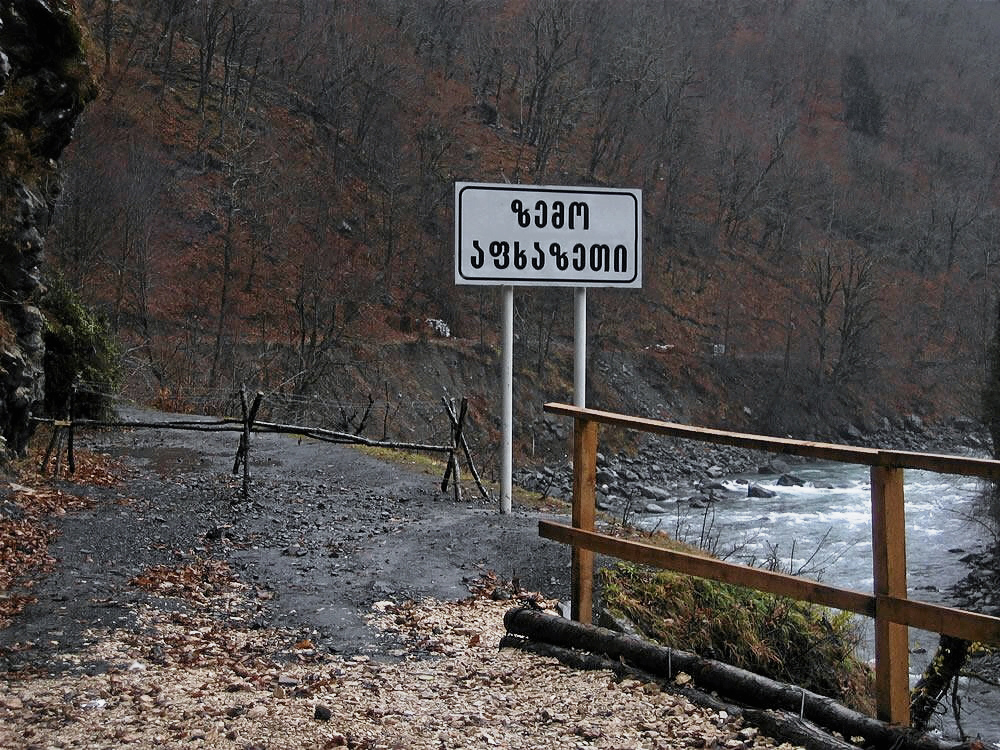
Georgische Zeichen für Ober-Abchasien: ზემო აფხაზეთი

Ober-Abchasien (abchasisch Аҧсны хыхьтәи Apsny khykh'twi, georgisch ზემო აფხაზეთი Semo Apchaseti) war ein georgischer Verwaltungsbezirk im oberen Kodori-Tal in der Autonomen Republik Abchasien in Georgien. Von Mai 1994 bis August 2008 wurde er nicht von der sezessionistischen Regierung in Sochumi, sondern zunächst von einem eigenständigen Warlord und ab 2006 von der georgischen Zentralregierung in Tiflis kontrolliert. Die Bezirks-Hauptstadt war Tschchalta.

## Geografie
Der Bezirk wurde im Norden von Russland, im Osten von der georgischen Verwaltungsregion Samegrelo-Semo Swanetien begrenzt. Er umfasste etwa 30 Prozent Abchasiens und bestand aus der oberen Kodori-Schlucht, der Tschchalta-Gebirgskette und dem Maruchi-Pass. Das Gebiet wurde von rund 1.956 Menschen (Stand 2002), vor allem Georgiern von der Bevölkerungsgruppe der Swanen, bewohnt. Wegen seiner Lage an der Sochumer Heerstraße nur 20 Kilometer von der abchasischen Hauptstadt entfernt, war er von militärisch-strategischer Bedeutung.

## Geschichte
Das obere Kodori-Tal gehörte zunächst zum abchasischen Bezirk Gulripschi. Im abchasischen Waffenstillstandsvertrag vom 14. Mai 1994 wurde es der georgischen Regierung in Tiflis zugeordnet und von einem Gesandten des georgischen Präsidenten kontrolliert.
Der von Präsident Eduard Schewardnadse bestellte Gesandte Emsar Kwitsiani entwickelte sich während der 1990er Jahre zu einem Warlord, der seine Macht entgegen dem Waffenstillstandsvertrag durch eine 200-köpfigen Freischärler-Einheit tkis dsmebi (dt. Waldbrüder) befestigte. Die United Nations Observer Mission in Georgia (UNOMIG), die über die Entmilitarisierung wachen sollte, hatte das mehrfach kritisiert. Als Revanche wurden am 5. Juni 2003 mehrere UNO-Beobachter im oberen Teil des Kodori-Tals entführt. UNOMIG stellte seine Kontrolltätigkeit danach ein.
Nach der Rosenrevolution wurde Kwitsiani seines Amtes entbunden. Seine Freischärler sollten entwaffnet werden. Weil er sich weigerte, den Anordnungen aus Tiflis zu folgen, kam es am 25. und 26. Juli 2006 zu einer Polizeiaktion im Kodori-Tal, bei der Kwitsiani und seine paramilitärische Einheit vertrieben wurden.

## Sitz der abchasischen Exilregierung
Georgiens Präsident Micheil Saakaschwili taufte den Bezirk am 27. September 2006 auf den Namen Ober-Abchasien und verlegte am gleichen Tag die von den Sezessionisten 1993 aus Sochumi nach Tiflis vertriebene abchasische Exilregierung in die Bezirkshauptstadt Tschchalta. Sie unterstand der georgischen Regierung. Angehörige diplomatischer Missionen in Georgien, die die sezessionistische Regierung in Sochumi besuchen wollen, mussten zuvor der Exilregierung in Tschchalta eine Visite abstatten.
Nach Angaben von UNOMIG hatte die Regierung in Tiflis 250 Uniformierte in Ober-Abchasien eingesetzt, die dem georgischen Innenministerium unterstanden. Das Gebiet war bereits am 2. September 2006 ein neuer georgischer Wahlkreis geworden. Er trug die Nummer 86. Tiflis hatte angekündigt, die ober-abchasischen Infrastruktur durch neue Schulen, Krankenhäuser und Polizeiwachen ausbauen zu wollen.

## UN-Forderungen
Der Sicherheitsrat der Vereinten Nationen hatte Georgien am 13. Oktober 2006 in der Resolution 1716 des UN-Sicherheitsrates aufgefordert, militärische Einheiten aus dem Bezirk abzuziehen. Die georgische Regierung wies darauf hin, dass es sich bei den Uniformierten in Ober-Abchasien um Polizisten handele. UNOMIG hatte daraufhin die Identität verschiedener georgischer Uniformierter in Ober-Abchasien überprüft. Dabei konnte keine Zugehörigkeit zu Militäreinheiten festgestellt werden.

## Sicherheit
Die Sicherheitslage in Ober-Abchasien war stets angespannt. Am 25. Oktober 2006 wurden in dem Ort Aschara Gewehrschüsse auf einen Konvoi des georgischen Innenministers Wano Merabischwili abgegeben, der zur Inspektion der Polizeieinheiten angereist war. Am 11. März 2007 wurde der Sitz der abchasischen Exilregierung in Tschchalta mit Granaten beschossen. Daran sollen drei Armee-Helikoptern beteiligt gewesen sein, die aus russischem Luftraum nach Ober-Abchasien eingedrungen sein sollen. Eine Untersuchungskommission von UNOMIG, GUS-Friedenstruppen (CISPKR) sowie georgischen und abchasischen Vertretern versuchte, festzustellen, wer hinter den Angriffen steckte.
Am 9. August 2008 wurden die Ober-Abchasischen Dörfer Sakeni und Kwapschara von Kampfflugzeugen beschossen. Nach Angaben der Regierung in Sochumi handelte es sich dabei um abchasische Kampfjets. Die georgischen Regierung behauptete, es seien russische Flieger gewesen.
Am 12. August 2008 besetzen abchasische und russische Truppen den Verwaltungsbezirk und holten die georgische Flagge auf dem Regierungsgebäude in Tschchalta ein. Nach Angaben des georgischen Präsidenten Micheil Saakaschwili wurden anschließend sämtliche einheimischen Georgier aus dem Kodori-Tal vertrieben. Die abchasische Exilregierung hatte Tschchalta bereits in den vorangegangenen Tagen verlassen.